# Гней Октавій (консул 165 року до н. е.)
Гней Окта́вій (лат. Gnaeus Octavius; ? — 162 р. до н. е.) — політичний, державний та військовий діяч Римської республіки.

## Життєпис
Походив з роду вершників Октавіїв. Син Гнея Октавія, претора 205 року до н. е. 
У 172 році до н. е. став курульним еділом. У 169 році до н. е. очолював посольство до Греції. Цього ж року стає членом колегії квіндецемвірів. У 168 році до н. е. обрано претором. Того ж року був призначений очільником римського флоту у війні проти Персея Македонського. Захопив о. Самофракія, куди втік цар Персей. Після чого полоненого передав до римського війська у Греції. У 167 році до н. е. залишався на Сході як пропретор. По поверненню до Риму отримав тріумф від сенату. На честь своїх успіхів побудував Портик Октавія у Цирку Фламінія.
У 165 році до н. е. обрано консулом разом з Титом Манлієм Торкватом. У 162 році до н. е. вирушив як посол на Схід. Тут він намагався розширити вплив у Сирії, користуючись труднощами Антіоха V Селевкіда, приміром, вирізав увесь селевкідський корпус слонів. У 162 році до н. е. був убитий Лептіном у м. Лаодікея (Сирія).

## Родина
- Гней Октавій, консул 128 року до н. е.
- Марк Октавій, народний трибун 133 року до н. е.